# Nira Wickramasinghe
Prof. dr. Nira Wickramasinghe (8 mei 1964) is hoogleraar Modern South Asian Studies in het Leiden University Institute for Area Studies aan de Universiteit Leiden. Haar onderzoeksspecialisaties zijn de geschiedenis van Sri Lanka, identiteitspolitiek, leven in de koloniale wereld, materiële cultuur en de relatie tussen staat en samenleving in modern Zuidoost-Azië.

## Carrière
Na het afronden van haar studie aan de Université de Paris IV-Sorbonne promoveerde zij in 1989 aan de Universiteit van Oxford (St. Anthony's College) op het proefschrift Ethnic Politics and the Minorities in Ceylon (1927-1947). Wickramasinghe werd hierna hoofddocent en later hoogleraar aan de Universiteit van Colombo, Sri Lanka. Zij was internationaal actief en verbleef voor onderzoek en onderwijs onder andere in Parijs en New York. Zij werd in 2009 benoemd als hoogleraar aan de Universiteit Leiden; haar oratie ging over het raakvlak van geschiedenis en politiek.

## Prijzen en erkenning
Wickramasinghe ontving verschillende prijzen en erkenningen, bijvoorbeeld een Research Fellowship at the Shelby Cullom Davis Center for Historical Studies in Princeton (2008-2009). Zij was visiting professor aan de Universiteit van Bielefeld (Duitsland) in 2006, in 2003-2004 ontving zij de Fulbright-Hays Senior Scholarship om onderzoek te doen in New York en in 1998 de EHESS visiting professorship om in Parijs te doceren.
Wickramasinghe wordt regelmatig gevraagd in de media commentaar te leveren, bijvoorbeeld bij AlJazeera over de onrusten op Sri Lanka. Ook schreef zij voor The Wall Street Journal en Opendemocracy.

## Geselecteerde/recente publicaties
- Carter M. & Wickramasinghe N.K. (2018), Forcing the archive: involuntary migrants ‘of Ceylon’ in the Indian Ocean World of the 18–19th centuries, South Asian History and Culture 9(2): 194-206.[6]
- Wickramasinghe N.K (2017), Citizens, Aryans and Indians in Colonial Lanka: Discourses on Belonging in the 1920s-1930s. In: Laffan M. (Ed.) Belonging and the Bay of Bengal: Religious Rites, Colonial Migrations, National Rights. London: Bloomsbury Academic. 139-157.[7]
- Wickramasinghe N.K (2014), Metallic Modern. Everyday Machines in Colonial Sri Lanka. New York Oxford: Berghahn Publ.
- Wickramasinghe N.K. (2014), Sri Lanka in the Modern Age. A History. London and New York: C. Hurst, Oxford University Press.
- Wickramasinghe N.K. (2006), L’Invention du Vetement National au Sri Lanka. Habiller le corps colonise.. Paris: Karthala presse.
- Wickramasinghe N.K. (2006), Sri Lanka in the modern age. A history of contested identities. London and Honolulu: C. Hurst and Hawaii University Press.